# Ignaz Klemenčič

Ignaz Klemenčič

Ignaz Klemenčič (slowenisch Ignac Klemenčič, * 6. Februar 1853 in Steinbach bei Treffen (Kamni potok pri Trebnju); † 5. September 1901 in Treffen) war ein österreichischer Physiker.

## Leben
Nach Besuch der Schule in Novo mesto studierte er 1871 bis 1877 Physik an der Universität Graz bei Ludwig Boltzmann, dessen Assistent er 1876 wurde. 1879 erwarb er seinen Dr. phil. mit einer Doktorarbeit über mechanische Phänomene in Glas und Eisen und wurde zwei Jahre später Dozent. 1888 wurde er a.o. Professor an der Universität Graz, 1895 suppl. Professor an der Universität Innsbruck (als Nachfolger von Ernst Lecher zusammen mit Paul Czermak) und im Folgejahr ordentlicher Professor für Experimentalphysik. Sein Hauptarbeitsgebiet waren Elektrizität und Magnetismus. Er sollte im Dezember 1901 an die TH Wien berufen werden, starb jedoch kurz zuvor. Czermak wurde sein Nachfolger.

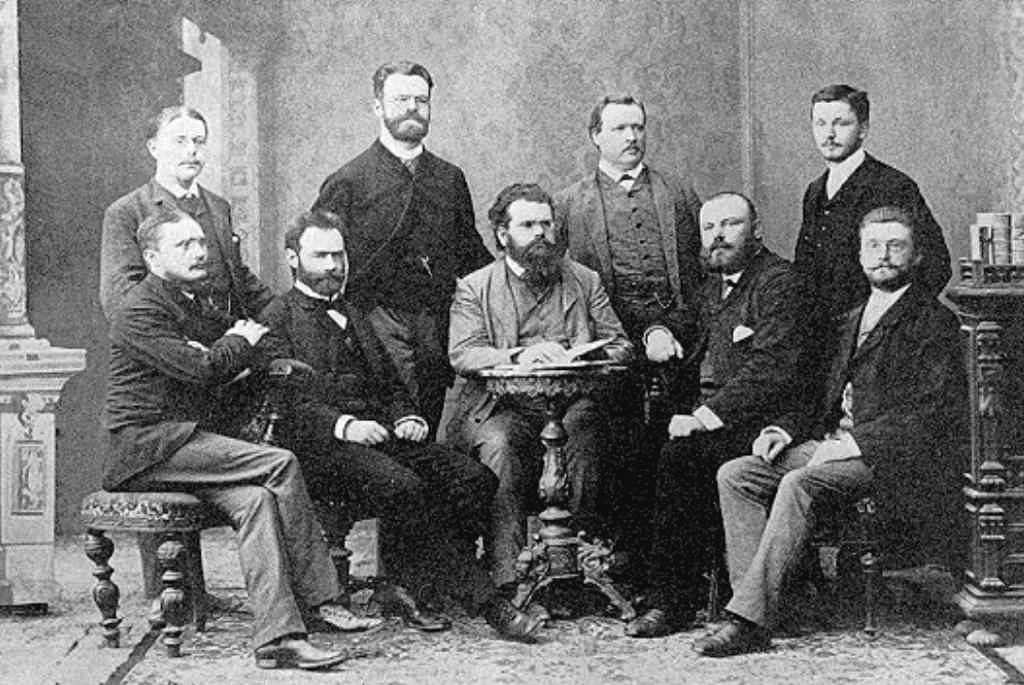
1887 (stehend, von links) Walther Nernst, Heinrich Streintz, Svante Arrhenius, Richard Hiecke, (sitzend, von links) Eduard Aulinger, Albert von Ettingshausen, Ludwig Boltzmann, Ignacij Klemenčič, Victor Hausmanninger

1884 maß er mit beträchtlicher Genauigkeit die Geschwindigkeit der elektromagnetischen Wellen und bestätigte damit die Theorie von Maxwell. 1891 wies er mit einem in eine Antennenleitung geschalteten Thermoelement Hochfrequenz nach. 1892 zeigte er zeitgleich mit Frederick Thomas Trouton, dass die von Augustin Jean Fresnel gegebenen Polarisationsgleichungen auch für die elektrischen Schwingungen Hertz'scher Wellen gelten. 1892 erhielt er mit Lecher den Andreas-Baumgartner-Preis der Wiener Akademie. Noch 1893 war er Realitätenbesitzer in Steinbach. Im Jahr 1900 wurde er zum Mitglied der Leopoldina gewählt.

## Veröffentlichungen
- Beobachtungen über die elastische Nachwirkung am Glase. In: Sitzungsberichte der Mathematisch-Naturwissenschaftlichen Classe der Kaiserlichen Akademie der Wissenschaften. Abteilung 2, Band 78, 1878, S. 481–499 (Digitalisat, = Dissertation Universität Graz 1878).
- Beitrag zur Kenntniss der innern Reibung im Eisen. In: Sitzungsberichte der Mathematisch-Naturwissenschaftlichen Classe der Kaiserlichen Akademie der Wissenschaften. Abteilung 2, Band 78, 1878, S. 935–942 (Digitalisat).
- Beobachtungen über die Dämpfung der Torsionsschwingungen durch die innere Reibung. In: Sitzungsberichte der Mathematisch-Naturwissenschaftlichen Classe der Kaiserlichen Akademie der Wissenschaften. Abteilung 2, Band 81, 1880, S. 791–809 (Digitalisat).
- Zur Bestimmung des Verhältnisses zwischen der elektromagnetischen und mechanischen Einheit der Stromintensität. In: Sitzungsberichte der Mathematisch-Naturwissenschaftlichen Classe der Kaiserlichen Akademie der Wissenschaften. Abteilung 2, Band 83, 1881, S. 603–617.
- Ueber die Dämpfung der Schwingungen fester Körper in Flüssigkeiten. In: Sitzungsberichte der Mathematisch-Naturwissenschaftlichen Classe der Kaiserlichen Akademie der Wissenschaften. Abteilung 2, Band 84, 1882, S. 146–167.
- Untersuchungen über das Verhältniss zwischen dem elektrostatischen und elektromagnetischen Maassystem. I. In: Sitzungsberichte der Mathematisch-Naturwissenschaftlichen Classe der Kaiserlichen Akademie der Wissenschaften. Abteilung 2, Band 89, 1884, S. 298–328 (Digitalisat).
- Experimentaluntersuchung über die Dielektricitätsconstante einiger Gase und Dämpfe. In: Sitzungsberichte der Mathematisch-Naturwissenschaftlichen Classe der Kaiserlichen Akademie der Wissenschaften. Abteilung 2, Band 91, 1885, S. 712–759 (Digitalisat).
- Über eine Methode zur Bestimmung der elektromagnetischen Strahlung. In: Sitzungsberichte der Mathematisch-Naturwissenschaftlichen Classe der Kaiserlichen Akademie der Wissenschaften. Abteilung 2a, Band 101, 1892, S. 310–318 (Digitalisat).
- mit Paul Czermak: Versuche über die Interferenz elektrischer Wellen in der Luft. In: Sitzungsberichte der Mathematisch-Naturwissenschaftlichen Classe der Kaiserlichen Akademie der Wissenschaften. Abteilung 2a, Band 101, 1892, S. 936–953 (Digitalisat).
- Beiträge zur Kenntniss der Absorption und Verzweigung elektrischer Schwingungen in Drähten. In: Sitzungsberichte der Mathematisch-Naturwissenschaftlichen Classe der Kaiserlichen Akademie der Wissenschaften. Abteilung 2a, Band 102, 1893, S. 298–320 (Digitalisat).
- Ein Apparat zur Demonstration der Wärmeentwicklung in Drähten durch electrische Schwingungen. In: Annalen der Physik und Chemie. 290 = Neue Folge 54, 1895, S. 755–760.
- Beitrag zur Kenntniss der magnetischen Nachwirkung. In: Annalen der Physik und Chemie. 299 = Neue Folge 63, 1897, S. 61–65, (Digitalisat).
- Über den inneren Widerstand Clark'scher Normalelemente. In: Berichte des naturwissenschaftlich-medizinischen Vereines in Innsbruck. Band 23, 1897, S. 90–111 (Digitalisat).